# شب‌دوست تیره
شب‌دوست تیره(نام علمی: Galago matschiei) نام یک گونه از سرده شب‌دوست کوچک است.